# 严信厚

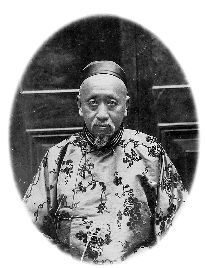
严信厚像

严信厚（1838年—1907年），原名严经邦，字筱舫，又字小舫，号石泉居士。清末著名实业家、书法家、画家，浙江慈溪县人。他是中国近代早期民族资本家的代表之一，也对中国教育的近代化做出了贡献。

## 生历
幼年就读于乡里私塾。
青少年时期曾在宁波城里当学徒，在上海任小职员，后去杭州文书。
同治初年，入李鸿章幕，后历任补道、知府、天津盐务帮办等。
后致力民族工商业、金融业，开创颇多，于民族实业有诸多贡献。

## 实业业绩
- 1887年，投资5万两白银于宁波创办通久源机器轧花厂，是中国第一家机器轧花厂。
- 1894年，于宁波创办通久源纺织局，是中资中首家使用动力机的近代纺织企业，产品行销一时。
- 于天津开物华楼金店。
- 于天津开同德盐号，经营盐业。
- 于今上海南京东路开设老九章绸缎庄，并在天津设分店。
- 于上海创办后来首屈一指的源丰润票号，有资本白银100万兩，其分号遍布北京、上海、天津及东南诸省，是近代新型银行网络的雏形。
- 1897年，就任中国通商银行第一任总经理，并参与创办上海著名的四明银行。
- 1905年，参与创办华兴保险公司，是中国第一家保险公司。
- 1902年，就任上海商业会议公所首届总理，该所时为国内首创；后又继任总经理。

其一生在上海大办实业，曾投资兴办多家工厂如面粉厂、油厂等，并积极投资航运业。曾参与投资上海自来水公司（其子创立）。

## 慈善
- 捐巨资建造唐沽铁路
- 捐巨资建造宁波铁路
- 赈灾浙江、安徽、山东等地
- 捐建养正学堂、芝秀义塾、芝田义塾、创办富春义塾
- 建芝生痘局等公共医疗卫生机构
- 和施则敬、庞莱臣、杨廷杲、朱葆三等一起创办济急善局，为东三省红十字普济善会前身。
- 创办储才学堂等新式学堂
- 资助周恩来等青年学生

## 书画

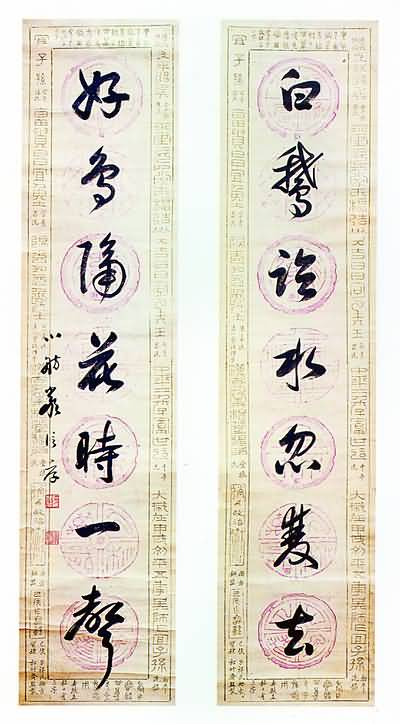
严信厚书法

严信厚也是位享誉海上的书法家和画家，他工书法并擅长绘画。其书法风格近赵孟頫；绘画以芦雁著名。有《小长芦馆集帖》12卷行世。

## 著作
《听月楼诗钞》、《严修诗集》、《蟫香馆日记》、《严修东游日记》等

## 家庭
严信厚共有两女一子，分别为女儿淑英、毓珊，儿子子均。其中儿子严子均子承父业，为清末民初时期的著名企业家。孙女严彩韵、严莲韵、严幼韵被并称为“严氏三姐妹”。女严淑英则嫁给著名实业家吴调卿之子吴熙元。外孫女吳靖，嫁給趙一荻的六哥趙燕生。
另有族侄严修，为中国近代著名教育家。